# Norbert Bloch
Norbert Bloch (* 28. September 1949 in Bremerhaven; † August 2013) war ein deutscher Politiker (SPD) und für Bremerhaven Mitglied der Bremischen Bürgerschaft.

## Biografie
Bloch war als geschäftsführender Gesellschafter in Bremerhaven tätig. Um 1988/89 war er für kurze Zeit Schulleiter der Kaufmännischen Lehranstalt in Bremerhaven.
Er wurde 1973 Mitglied der SPD und war aktiv im Vorstand des Ortsvereins Schiffdorferdamm/Surheide/Bürgerpark Süd. 
Von 1991 bis 1995 war er Mitglied der 13. Bremischen Bürgerschaft und dort Mitglied verschiedener Deputationen, u. a. für das Bauwesen und für Inneres.
Er war aktiv bei den Wanderfreunden und seit 1985 bei der Arbeiterwohlfahrt (AWO), für die er 17 Jahre lang stellvertretender Vorsitzender in Bremerhaven und bis 2004 Geschäftsführer der AWO Pflegedienste war.